# (369423) Quintegr'al
(369423) Quintegr'al est un astéroïde de la ceinture principale.

## Description
(369423) Quintegr'al est un astéroïde de la ceinture principale. Il fut découvert par Jean-Claude Merlin le 28 janvier 2006 à Nogales. Il présente une orbite caractérisée par un demi-grand axe de 2,95 UA, une excentricité de 0,057 et une inclinaison de 0,947° par rapport à l'écliptique.
Il fut nommé en hommage au groupe musical Quintegr'al, quintette de cuivres français, fondé en 2012 par cinq étudiants du Conservatoire national supérieur de musique et de danse de Paris.

## Compléments